# Problema de Xantum

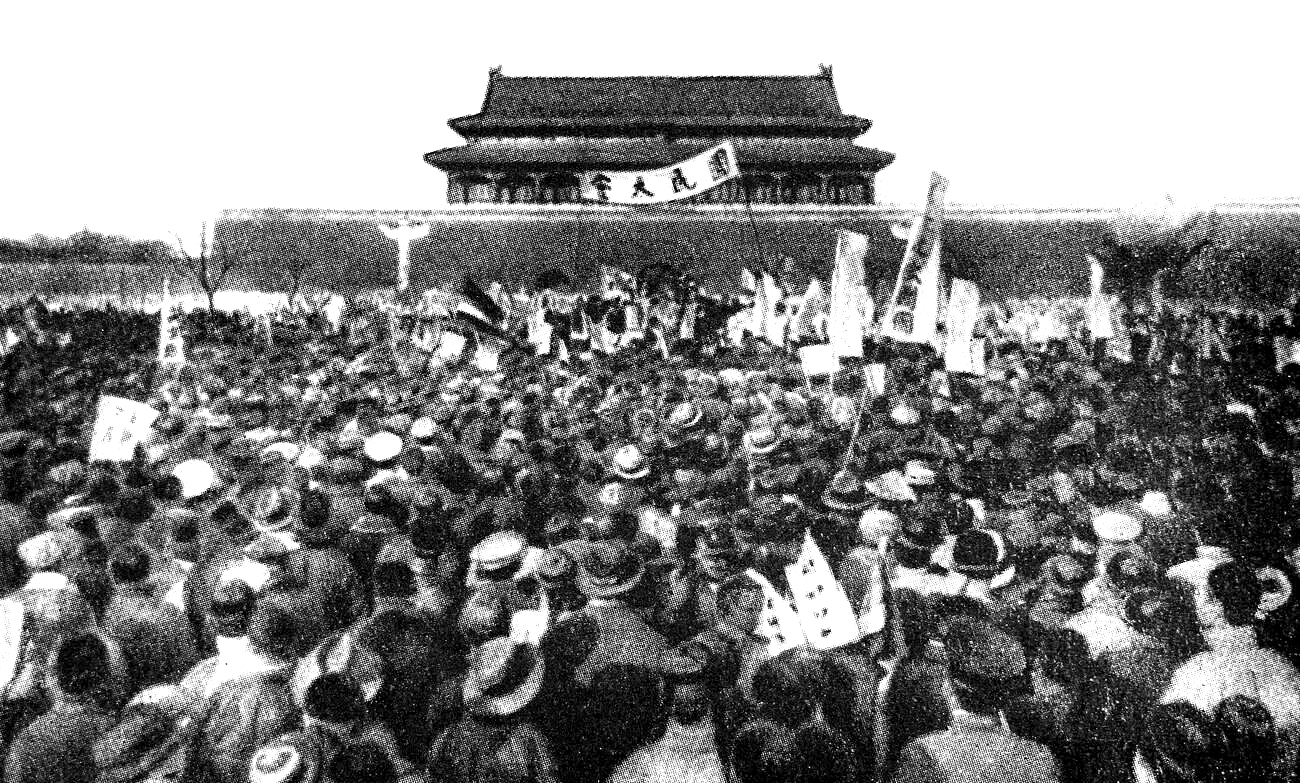
Manifestantes chineses contra o artigo 156 do Tratado de Versalhes.

O Problema de Xantum (chinês tradicional: 山東問題, chinês simplificado: 山东问题, pinyin: Shandong Wenti) foi uma disputa dos termos do artigo 156 º do Tratado de Versalhes de 1919 entre a China e o Japão pela posse de Península de Xantum, que havia sido até então uma colônia alemã.
Durante a Primeira Guerra Mundial a China apoiou os Aliados na condição de que as concessões da Alemanha na Península de Xantum fossem devolvidas à China. Apesar deste acordo, o artigo do tratado de paz transferiu as concessões em Xantum ao Japão, em vez de devolvê-las à autoridade soberana da China. O embaixador chinês em Paris, Wellington Koo, afirmou que os chineses que não podiam ceder Xantum, que havia sido a terra natal de Confúcio, principal filósofo chinês, tal como os cristãos não poderia desistir de Jerusalém, e exigiu a devolução da soberania sobre Xantum, em vão. A indignação da China com esta disposição levou a manifestações e o surgimento de um movimento cultural nacionalista conhecido como o Movimento de Quatro de Maio e influenciou Wellington Koo a não assinar o tratado.
A China declarou o fim de sua guerra contra a Alemanha em setembro de 1919 e assinaram um tratado em separado com o país em 1921. Os Estados Unidos mediaram o conflito entre a China e o Japão em 1921 durante a Conferência Naval de Washington, recordando a transferência de soberania para a China de Xantum, em 4 de fevereiro, em troca da concessão de direitos especiais aos japoneses residentes no território.